# Benson & Hedges World Series 1990/91
Die Benson & Hedges World Series 1990/91 war ein Drei-Nationen-Turnier, das vom 29. November 1990 bis zum 15. Januar 1991 in Australien im One-Day Cricket ausgetragen wurde. Bei dem zur internationalen Cricket-Saison 1990/91 gehörenden Turnier nahmen neben dem Gastgeber die Mannschaften aus England und Neuseeland teil. Im Finale konnte sich Australien mit zwei Siegen gegen Neuseeland durchsetzen.

## Vorgeschichte
Das Turnier fand neben der parallel verlaufenden Ashes Tour in Australien statt. Neuseeland bestritt zuvor eine erfolglose Tour in Pakistan.

## Format
In einer Vorrunde spielte jede Mannschaft gegen jede vier Mal. Für einen Sieg gab es zwei, für ein Unentschieden oder No Result einen Punkt. Die beiden Gruppenersten qualifizierten sich für das Finale und spielten dort um den Turniersieg in einer Best-of-Three-Serie.

## Stadien
Die folgenden Stadien wurden für das Turnier ausgewählt.
| Stadion                  | Stadt     | Kapazität | Spiele                        |
| ------------------------ | --------- | --------- | ----------------------------- |
| Adelaide Oval            | Adelaide  | 53.583    | 2. & 3. Spiel                 |
| The Gabba                | Brisbane  | 42.000    | 8. & 9. Spiel                 |
| Bellerive Oval           | Hobart    | 20.000    | 10. Spiel                     |
| Melbourne Cricket Ground | Melbourne | 100.024   | 6. & 12. Spiel; 2. Finale     |
| WACA Ground              | Perth     | 20.000    | 4. & 5. Spiel                 |
| Sydney Cricket Ground    | Sydney    | 48.000    | 1., 7. & 11. Spiel; 1. Finale |

## Spiele

### Vorrunde
Tabelle
| Teams      | Sp. | S | N | U | R | NR | Punkte | NRR    |
| ---------- | --- | - | - | - | - | -- | ------ | ------ |
| Australien | 8   | 7 | 1 | 0 | 0 | 0  | 14     | +0.600 |
| Neuseeland | 8   | 3 | 5 | 0 | 0 | 0  | 6      | −0.360 |
| England    | 8   | 2 | 6 | 0 | 0 | 0  | 4      | −0.250 |

Sieg: 2 Punkte; Remis: 1 Punkte
Spiele
| 29. November Scorecard | Sydney | Australien 236-9 (43.5/43.5)                | – | Neuseeland 174-7 (40/40) |
|                        |        | Australien gewinnt mit 61 Runs (D/L method) |   |                          |

| 1. Dezember Scorecard | Adelaide | Neuseeland 199-6 (40/40)      | – | England 192-9 (40/40) |
|                       |          | Neuseeland gewinnt mit 7 Runs |   |                       |

| 2. Dezember Scorecard | Adelaide | Neuseeland 208-7 (50)            | – | Australien 210-4 (47) |
|                       |          | Australien gewinnt mit 6 Wickets |   |                       |

| 7. Dezember Scorecard | Perth | Neuseeland 158 (49.2)         | – | England 161-6 (43.5) |
|                       |       | England gewinnt mit 4 Wickets |   |                      |

| 9. Dezember Scorecard | Perth | England 192-9 (50)               | – | Australien 193-4 (41) |
|                       |       | Australien gewinnt mit 6 Wickets |   |                       |

| 11. Dezember Scorecard | Melbourne | Australien 263-7 (50)          | – | Neuseeland 224-8 (50) |
|                        |           | Australien gewinnt mit 39 Runs |   |                       |

| 13. Dezember Scorecard | Sydney | England 194 (46.4)          | – | Neuseeland 161 (48.1) |
|                        |        | England gewinnt mit 33 Runs |   |                       |

| 15. Dezember Scorecard | Brisbane | England 203-6 (50)               | – | Neuseeland 204-2 (44.3) |
|                        |          | Neuseeland gewinnt mit 8 Wickets |   |                         |

| 16. Dezember Scorecard | Brisbane | Australien 283-5 (50)          | – | England 246-7 (50) |
|                        |          | Australien gewinnt mit 37 Runs |   |                    |

| 18. Dezember Scorecard | Hobart | Neuseeland 194-6 (50)        | – | Australien 193 (50) |
|                        |        | Neuseeland gewinnt mit 1 Run |   |                     |

| 1. Januar Scorecard | Sydney | Australien 221-7 (50)          | – | England 153 (45.5) |
|                     |        | Australien gewinnt mit 68 Runs |   |                    |

| 10. Januar Scorecard | Melbourne | Australien 222-6 (50)         | – | England 219-9 (50) |
|                      |           | Australien gewinnt mit 3 Runs |   |                    |

### Finale
| 13. Januar Scorecard | Sydney | Neuseeland 199-7 (50)            | – | Australien 202-4 (49.1) |
|                      |        | Australien gewinnt mit 6 Wickets |   |                         |

| 15. Januar Scorecard | Melbourne | Neuseeland 208-6 (50)            | – | Australien 209-3 (45.3) |
|                      |           | Australien gewinnt mit 7 Wickets |   |                         |